# François III de Rye

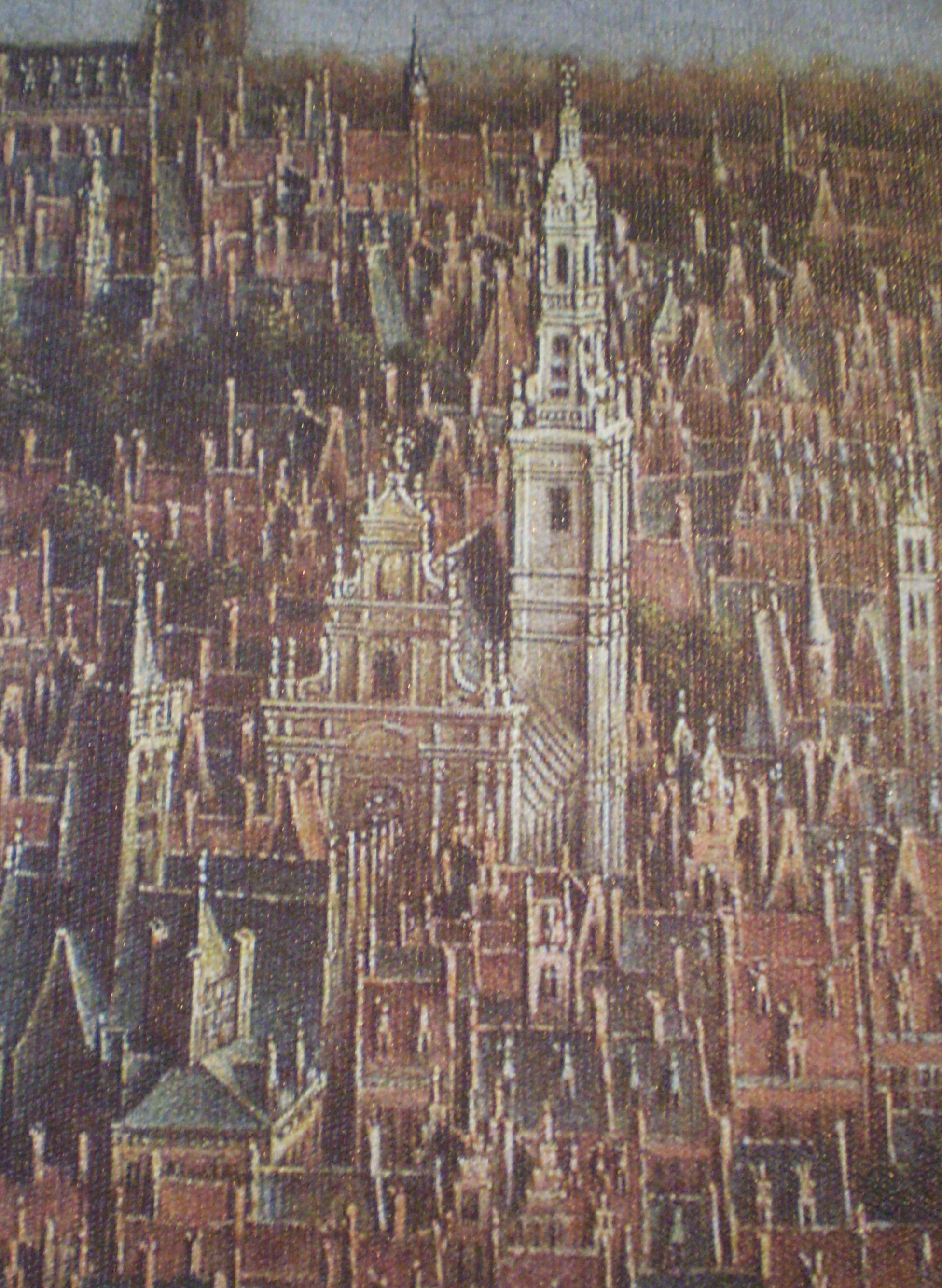
Voormalige Jezuïetenkerk van Brussel in de Spaanse Nederlanden

François III de Rye (vrijgraafschap Bourgondië, 1566 – Brussel, 17 april 1637) was prins-aartsbisschop van Besançon van 1636 tot zijn dood in 1637.

## Levensloop
Rye groeide op in het vrijgraafschap Bourgondië, dat destijds bestuurd werd door de Spaanse Habsburgers. Zijn ouders waren Philibert de Rye en Claudine de Tournon; zijn vader was een generaal in de Spaanse Nederlanden. Zijn oom en voorganger op de aartsbisschopstroon was Ferdinand de Longwy de Rye (1550-1636).
Rye was van jonge leeftijd af bestemd voor een carrière in de Roomse kerk. Hij studeerde voor priester in Rome. In het jaar 1600 kreeg hij de priesterwijding. Vervolgens werd hij titulair abt van meerdere abdijen: de priorij van Epineuseval in het bisdom Langres, de abdij Onze-Lieve-Vrouw van Acey in het aartsbisdom Besançon en de abdij van Perseigne in het bisdom Le Mans (cisterciënzerabdijen). Zijn bijnaam als jonge geestelijke was prior van Dampierre, omwille van de priorij van Epineuseval die deze bijnaam had. 
Rye was bovendien bestemd om zijn oom, de prins-aartsbisschop van Besançon, op te volgen. De aartshertogen Albrecht en Isabella van de Spaanse Nederlanden schreven een aanbevelingsbrief hiertoe. In 1618 benoemde het kapittel Saint-Jean van de kathedraal van Besançon Rye tot hulpbisschop-coadjutor van zijn oom. Er ontstond nadien een procedureslag over de aanstelling door het kapittel. Het duurde nog tot 1623 eer de paus de goedkeuring gaf en tot 1626 eer hij tot titulair aartsbisschop van Caesaria in Cappadocië gewijd werd. De bisschopswijding in Brussel gebeurde door Boonen, aartsbisschop van Mechelen. Pas vanaf dat jaar 1626, 8 jaar na de aanstelling dus, kon hij zich aartsbisschop noemen met recht van opvolging van zijn oom. 
Tijdens al de jaren van wachten tot effectieve opvolging in Besançon woonde Rye in Brussel. Hij was in dienst van de aartshertogen Albrecht en Isabella. Zij maakte hem tot hoofdkapelaan en later tot grootalmoezenier van het Hof der Spaanse Nederlanden. Rye kwam nooit in Besançon. In 1636 stierf zijn oom. Rye was 70 jaar oud en volgde hem onmiddellijk op. Zijn gezondheidstoestand was slecht. Hij stelde de verhuis van Brussel naar Besançon steeds uit. Acht maanden later stierf hij. Het stoffelijk overschot van prins-aartsbisschop Rye werd begraven in de Jezuïetenkerk van Brussel.